# Stuľany
Stuľany jsou obec na Slovensku v okrese Bardejov. Žije zde 545 obyvatel, první písemná zmínka pochází z roku 1420. Nachází se zde římskokatolický kostel Jména Panny Marie z roku 1906.